# Genealogia episcopal

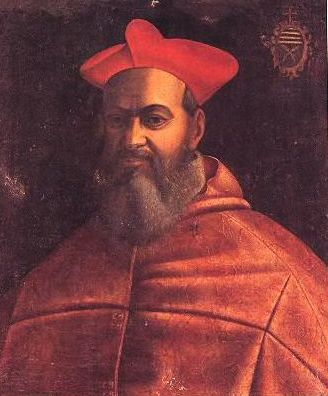
Retrato do cardeal Scipione Rebiba (1504-1577), antecessor episcopal da maior parte dos bispos e arcebispos atuais.

A genealogia episcopal é a disciplina historiográfica da Igreja que se ocupa da reconstrução e origens da descendência episcopal e legados ente consagradores e consagrados, no sacramento da ordenação episcopal. Esta disciplina é baseada na doutrina teológica cristã da sucessão apostólica, que afirma a transmissão de autoridade e poderes dos apóstolos para os seus sucessores, os bispos, através do rito da consagração. Quando um bispo consagra um outro bispo, entre os dois estabelece-se uma ligação hierárquica, análoga à que existe entre gerações.

## Linhas episcopais
O termo genealogia episcopal indica o elenco completo de consagrantes com a respetiva data de ordenação (indicada entre parênteses depois do nome), na forma de árvore genealógica. 

Se estivessem disponíveis todos os documentos históricos, poderíamos reconstruir a genealogia episcopal de todos os bispos. Tal é possível até um certo período de tempo, termina quando não podemos encontrar nos arquivos certos documentos. E assim, de bispo em bispo, é possível pesquisar através dos séculos, até se reconhecerem as origens da Igreja.— Cardeal Angelo Sodano, Homilia no dia da ordenação episcopal de mons. Dominique Mamberti, 3 de julho de 2002
A genealogia episcopal radica na Alta Idade Média, quando se indicavam os predecessores genealógicos de um bispo para sublinhar a sucessão apostólica e o legado espiritual afetivo. Toda a genealogia episcopal deve assentar nos apóstolos e ao século I, todavia as fontes paleográficas não permitem chegar senão ao século XV. Desde o concílio de Trento (1545-1563), graças à criação de registos paroquiais, a documentação é muito mais completa.

### Linhas genealógicas da Igreja Católica Romana
“Exemplo: linha genealógica do Papa Francisco”

— * ... ?
- Cardeal Scipione Rebiba † (1541)
- Cardeal Giulio Antonio Santori † (1566)
- Cardeal Girolamo Bernerio, O.P. † (1586)
- Arcebispo Galeazzo Sanvitale † (1604)
- Cardeal Ludovico Ludovisi † (1621)
- Cardeal Luigi Caetani † (1622)
- Cardeal Ulderico Carpegna † (1630)
- Cardeal Paluzzo Paluzzi Altieri degli Albertoni † (1666)
- Papa Bento XIII, O.P. † (1675)
- Papa Bento XIV † (1724)
- Papa Clemente XIII † (1743)
- Cardeal Bernardino Giraud † (1767)
- Cardeal Alessandro Mattei † (1777)
- Cardeal Pietro Francesco Galleffi † (1819)
- Cardeal Giacomo Filippo Fransoni † (1822)
- Cardeal Carlo Sacconi † (1851)
- Cardeal Edward Henry Howard † (1872)
- Cardeal Mariano Rampolla del Tindaro † (1882)
- Cardeal Antonio Vico † (1898)
- Arcebispo Filippo Cortesi † (1921)
- Arcebispo Zenobio Lorenzo Guilland † (1935)
- Bispo Anunciado Serafini † (1935)
- Cardeal Antonio Quarracino † (1962)
- Papa Francisco, S.J. (1992)

As linhas genealógicas atualmente conhecidas na Igreja Católica Romana, e das quais existem representantes, são cinco (listadas por antiguidade):
- Linha d'Estouteville, 1440. Antigamente conhecida como "Linha della Rovere", assentando no Papa Sisto IV, de nome secular Francesco della Rovere. Recentemente descobriu-se que o papa Sisto IV foi consagrado pelo cardeal Guillaume d'Estouteville, cardeal clunicense francês. A esta linha pertencem o arcebispo de Tours Bernard-Nicolas Aubertin e e outros vinte bispos e arcebispos atualmente vivos.

- Linha Rebiba, 1541. Inicia com Scipione Rebiba, criado cardeal pelo Papa Paulo IV. A primeira nomeação episcopal foi a do bispo auxiliar de Chieti e titular de Amicle, pelo que se pensa que tenha recebido a consagração episcopal pela imposição das mãos do mesmo Papa Paulo IV, quando era ainda cardeal Gian Pietro Carafa, arcebispo de Chieti. Porém, a ausência de documentação comprovada não permite afirmar com certeza a sua genealogia episcopal, portanto não é possível prosseguir o elenco genealógico.[4] Tal significa que, no estado do atual conhecimento histórico, o cardeal Rebiba é o único progenitor comum de cerca de 4000 bispos atuais,[5] entre os quais muitos papas, como o Papa João Paulo I, o Papa João Paulo II, o Papa Bento XVI e o Papa Francisco. Na Linha Rebiba é reconhecido um ramo, definido Linha polcca ou Linha Uchański e ao qual pertenceu o Papa Pio XI, que se considera por vezes autónomo e que abrange os primeiros dois nomeados Jakub Uchański e Stanisław Karnkowski, pelos quais estes dois primeiros níveis genealógicos foram substituídos pela descoberta do verdadeiro consagrador do arcebispo Wawrzyniec Gembicki, nomeadamente do bispo consagrande de Claudio Rangoni, descendente da grande Linha Rebiba.[6]

- Linha Ravizza, 1667. Mais conhecida como "Linha de Lencastre", pois considerava-se baseada no cardeal português Veríssimo de Lencastre. Em virtude da recente descoberta da consagração do dito cardeal,[7] pelo bispo Francesco Ravizza, titular da Diocese de Sidone e núncio apostólico em Portugal, também a linha genealógica mudou de nome. Os atuais descendentes desta linha são quatro: o arcebispo Paul Zingtung Grawng e os bispos Jean-Baptiste Kpiéle Somé, Raphaël Kusiélé Dabiré e Paul Eusebius Mea Kaiuea.

- Linha von Bodman, 1686. O bispo Johannes Wolfgang von Bodman, auxiliar de Constança e bispo titular de Dardano, é a base deste ramo que hoje conta com cerca de dez prelados.

- Linha de Bovet, 1789. Monsenhor François de Bovet, arcebispo de Toulouse, é a base de uma linha com dez prelados na atualidade.

### Linhas extintas
Há várias linhas genealógicas extintas, que já não apresentam bispos e arcebispos consagrados:
- Linha Corrario, do nome secular do papa Gregório XII, à qual pertencia o Papa Eugénio IV.
- Linha Condulmer, à qual pertencia provavelmente o Papa Nicolau V.
- Linha Tavera, à qual pertencia o Papa Leão XI.
- Linha Veltri, à qual pertencia o Papa Júlio III.
- Linha Appelkern, à qual pertencia o Papa Adriano VI.
- Linha Serbelloni, 1557. Linha iniciada com o cardeal Giovanni Antonio Serbelloni, à qual pertenciam São Carlos Borromeu e o Papa Gregório XIV.
- Linha Lauro, à qual pertencia o Papa Sisto V.
- Linha Archinto, iniciada com o cardeal Filippo Archinto, à qual pertencia o Papa Pio IV e o Papa Inocêncio XI [8]
- Linha Verallo, iniciada com o cardeal Girolamo Verallo, à qual pertencia o Papa Urbano VII.
- Linha de Simone, à qual pertenciam o papa Marcelo II e o Papa Paulo IV.
- Linha Boncompagni, do nome secular do Papa Gregório XIII.
- Linha Facchinetti de Nuce, do nome secular do Papa Inocêncio IX.